# 1983-as képlopás a Szépművészeti Múzeumban
Az 1983. november 5-én, a budapesti Szépművészeti Múzeumban elkövetett betörés során a múzeum hét festményét lopta el egy magyar és olasz tagokból álló bűnbanda. A műkincseket feltételezhetően egy görög milliomos megrendelésére tulajdonították el. Egy képet 1983 decemberében Törökbálinton elásva, a többi hatot 1984 januárjában a görögországi Aigion környékén lévő Panagia Trypiti kolostorban, egy bőröndben találták meg.
Az esetet a korabeli sajtó az évszázad magyarországi bűncselekményének nevezte.

## Előzményei
1982-ben a Szépművészeti Múzeum külső tatarozása miatt az épület hátsó szakaszát beállványozták. 1982 szeptemberében a régi képtárban egy ideiglenesen telepített riasztót helyeztek üzembe. 1983. augusztus 3-án a riasztó egyik infraérzékelője elromlott, ezért kiiktatták a rendszerből. November 1-jén az ideiglenes riasztó üzemképtelenné vált.

## A betörés
November 5-én, szombaton éjszaka három őr teljesített szolgálatot. 20 órakor kezdték meg az épület bejárását, amivel körülbelül 21 órára végeztek. Ezt követően éjfélig a régi képtárral szemben levő szolgálati helyiségben tartózkodtak. Ekkor kezdték meg az újabb ellenőrzést a Régi képtárban. Ekkor észlelték, hogy a régi képtárból két, másik két teremből további öt kép eltűnt.

### Az ellopott képek
Esterházy Madonna
Raffaello még Firenzében tervvázlatot készített róla (az Uffiziben őrzik), majd Rómába érkezése után festette meg, 1508-ban. A kép a művész egyik jelentős alkotása, amelyet nem fejezett be, csak a Madonnát dolgozta ki teljesen. Azután 200 évig Itáliában, többek között XI. Kelemen pápa tulajdonában. Az egyházfő 1720-ban ajándékozta III. Károly magyar királynak és Erzsébet Krisztina magyar királynénak. A királyi családtól később Mária Terézia magyar királynő kancellárjához, Wenzel Anton Eusebius von Kaunitzhoz került a mű, akitől Esterházy Miklós József vásárolta meg, 1813 előtt. A kép az Esterházy-gyűjtemény részeként, 1865-ben került Pestre. Először a Magyar Tudományos Akadémia épületében, majd a Szépművészeti Múzeumban talált otthonra. Becsült értéke 1983-ban 20 millió amerikai dollár volt.
Pietro Bembo kardinális ifjúkori képmása
Raffaello 1503-1505 körül, Umbriában készült alkotása. A festmény jelentős mértékben Pietro Perugino Francesco delle Opere képmásának jegyeit hordozza magán. A mű korai története ismeretlen. Első említése Antonio Barberini bíboros gyűjteményének 1633-as leltárában található. 1671-től a leltárak Raffaello műveként tartották számon a képet. Az 1730-as leltárban áthúzták Raffaello nevét. Gyaníthatóan azért, mert a festmény nem fért bele a mesterről a 18. században kialakult képbe. Ezt követően több mint egy évszázadon keresztül a képet nem kötötték Raffaellóhoz. A mű a 19. század elején került az Esterházy-gyűjteménybe. Itt Bernardino Luini, majd Perugino munkájának és Raffaelo képmásának tartották. A mű története során a modellt azonosították még Francesco Maria I Della Rovere urbinói herceggel, Pietro Bembóval, majd Estei Hippolittal. 1858-ban Johann David Passavant ismét Raffaello képeként jegyezte a művet.
A festmény 1847-ben már restaurálásra szorult. Ezt Erasmus Engerth végezte el. Az Esterházy-gyűjtemény Pestre kerülése után, 1869-ben egy tűzeset miatt megsérült a kép. Ezért 1882-ben ismét restaurálni kellett. Becsült értéke 1983-ban 10 millió dollár volt.
Giorgione képmása
1508-ban készült Giorgione da Castelfranco festménye. A 17. században a velencei Bartolomeo della Nave-gyűjtemény része volt. Ezt követően Habsburg Lipót Vilmos főherceghez, majd császári tulajdonba került. Becsült értéke 1983-ban 1 millió dollár volt.
Női képmás
Jacopo Tintoretto 1550 körül készült festménye. A mű valószínűleg a mester leányát Marietta Robustit ábrázolja. Becsült értéke 1983-ban 1 millió dollár volt.
Férfi képmás
Jacopo Tintoretto 1551-1553 körül készült műve. Valószínűleg Vilmos császár képtárából jutott Brüsszelbe, majd Bécsbe. Ezt követően Habsburg–Lotaringiai Mária Krisztina főhercegnő pozsonyi palotájában helyezték el. Becsült értéke 1983-ban 1 millió dollár volt.
Szűzanya hat szenttel
Giovanni Battista Tiepolo 1755 és 1756 között készült munkája. Pyrker János László egri érsek még velencei pátriárkaként vásárolta meg. Gyűjteményét 1836-ban a magyar államnak adományozta. Becsült értéke 1983-ban 1 millió dollár volt.
Pihenő szent család
Giovanni Domenico Tiepolo 1752 körül festett képe. Adományként került a Szépművészeti Múzeum tulajdonába. Becsült értéke 1983-ban 1 millió dollár volt.

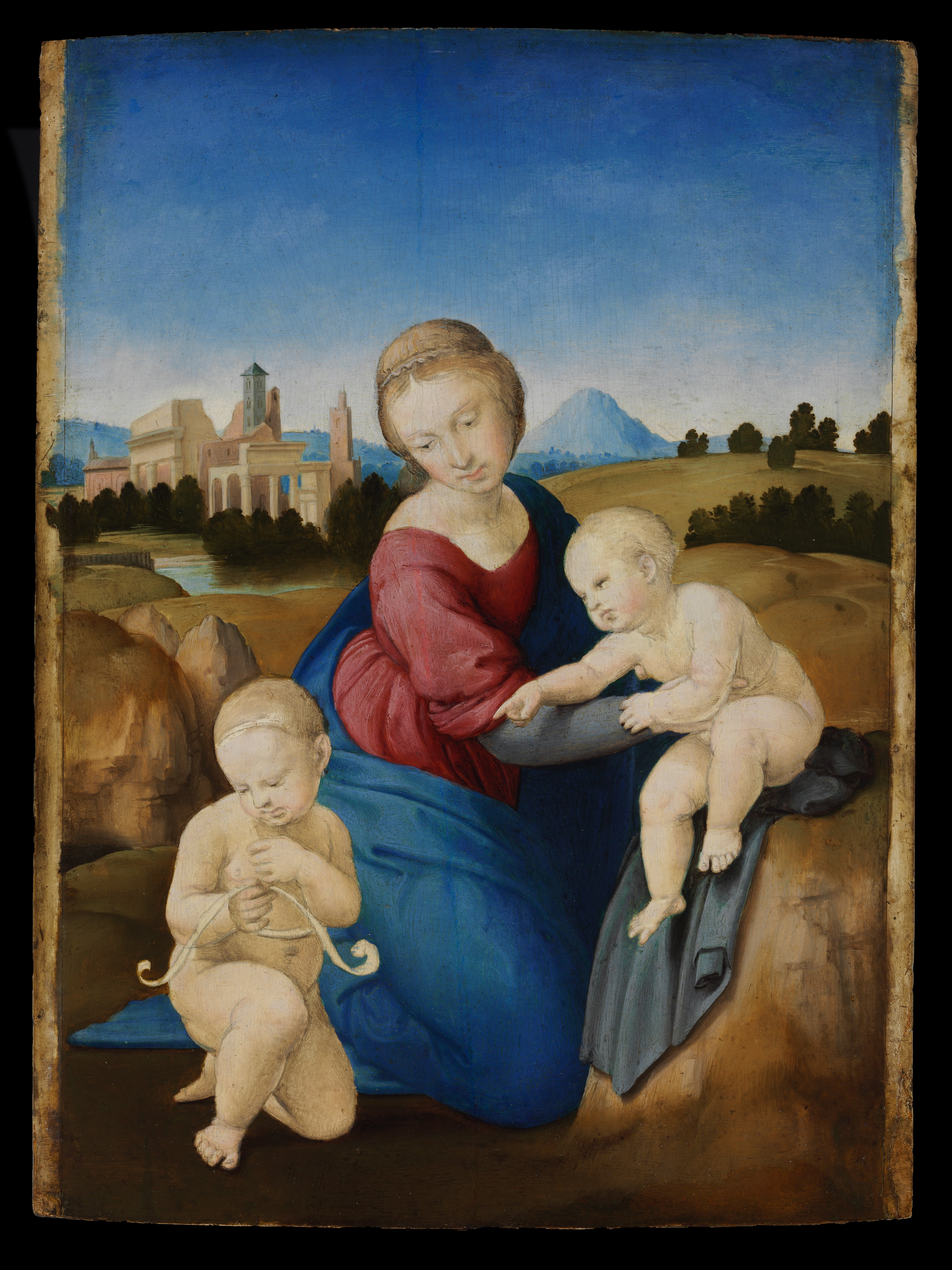
Raffaello Sanzio: Esterházy Madonna
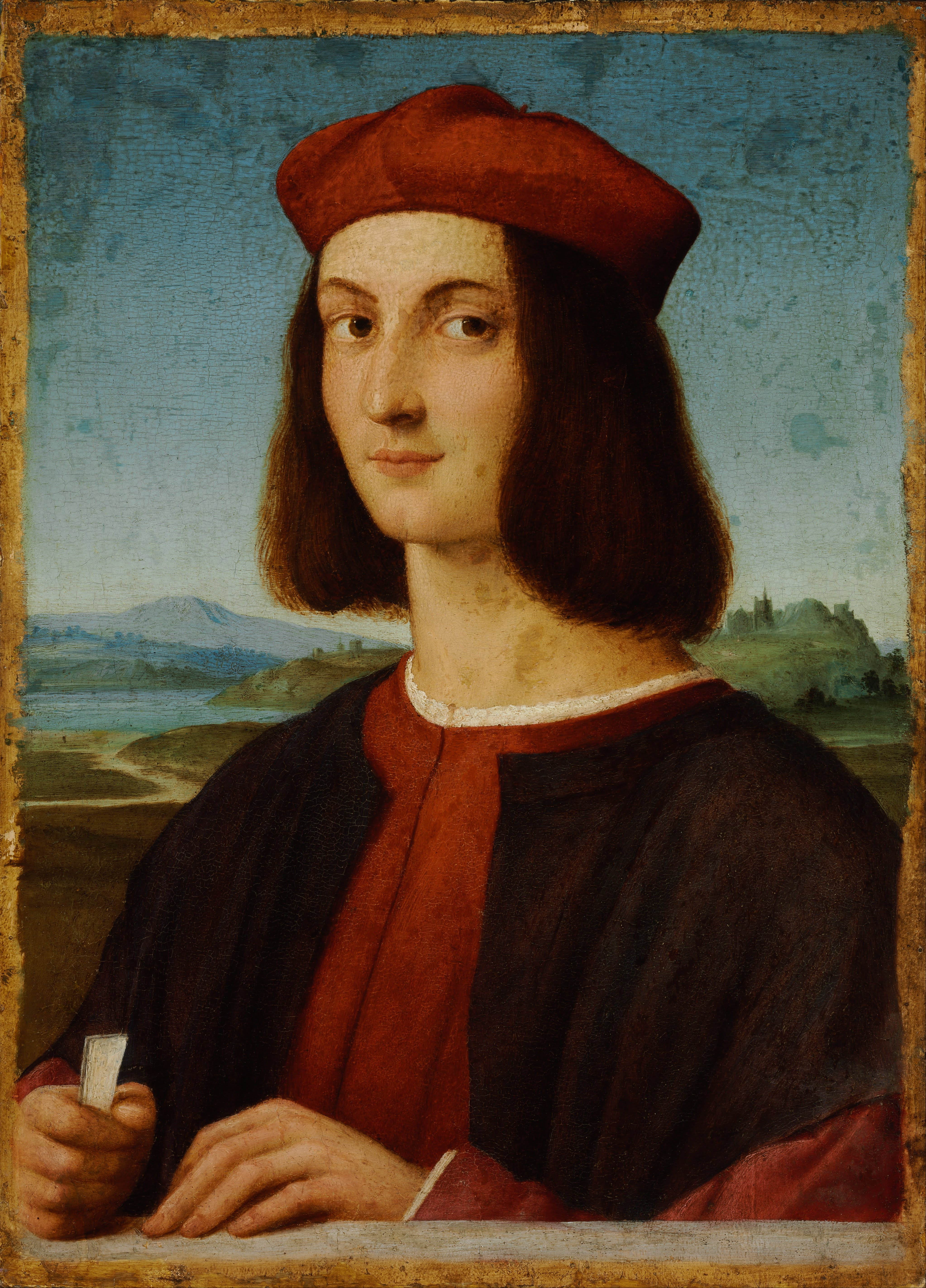
Raffaello: Ifjú képmása
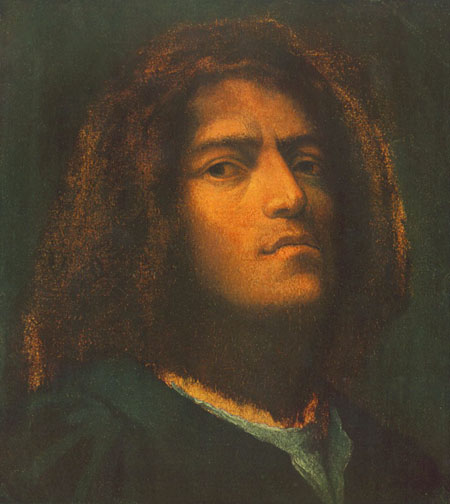
Giorgione képmása
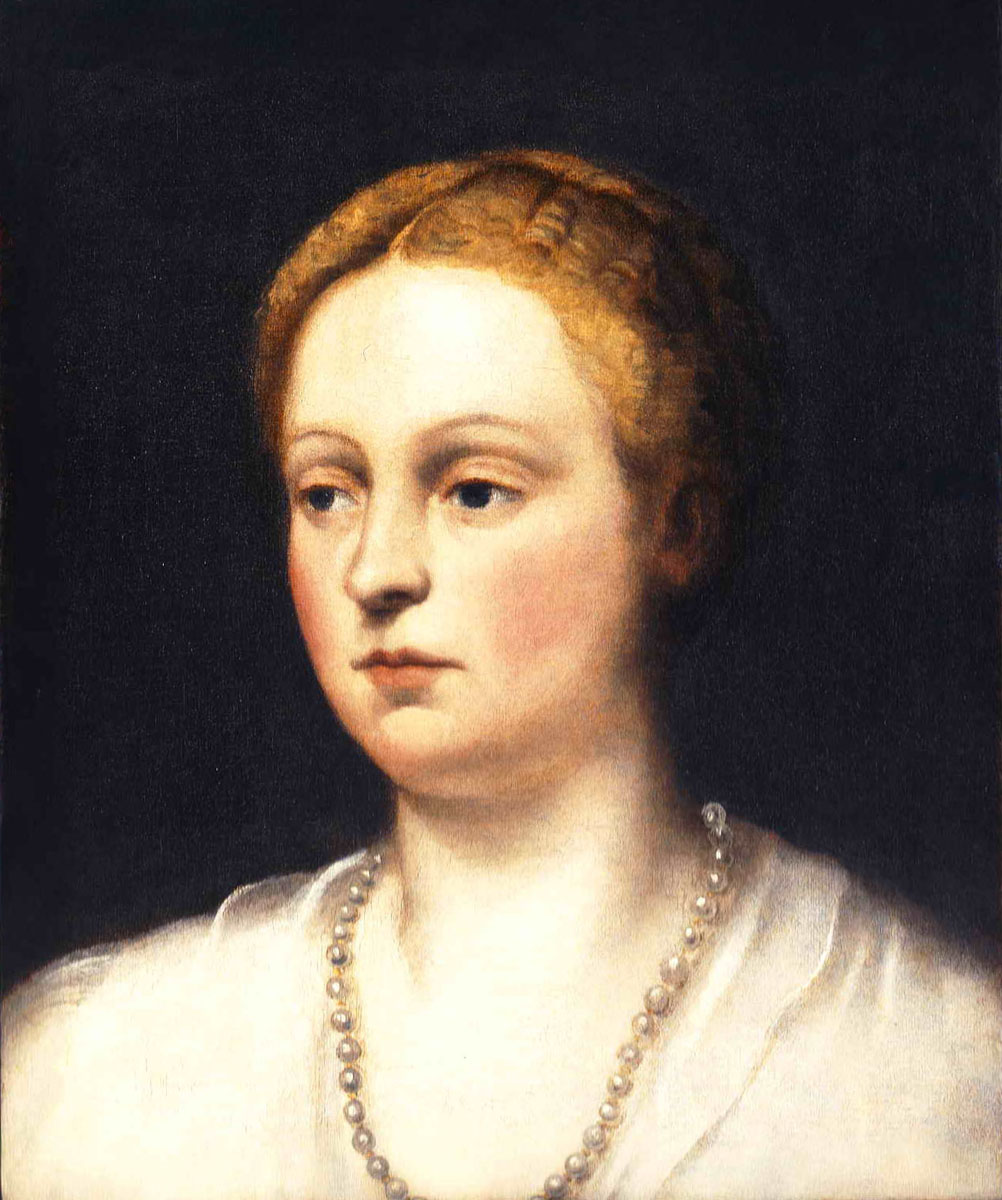
Jacopo Tintoretto: Női képmás
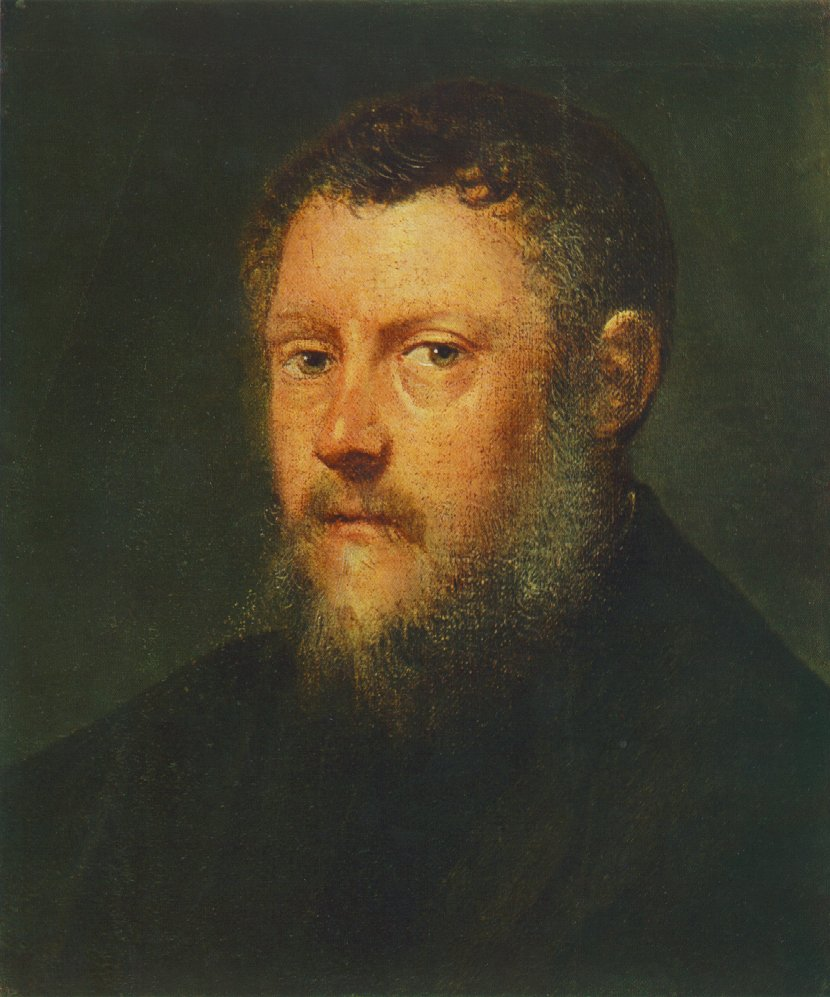
Tintoretto: Férfi képmás
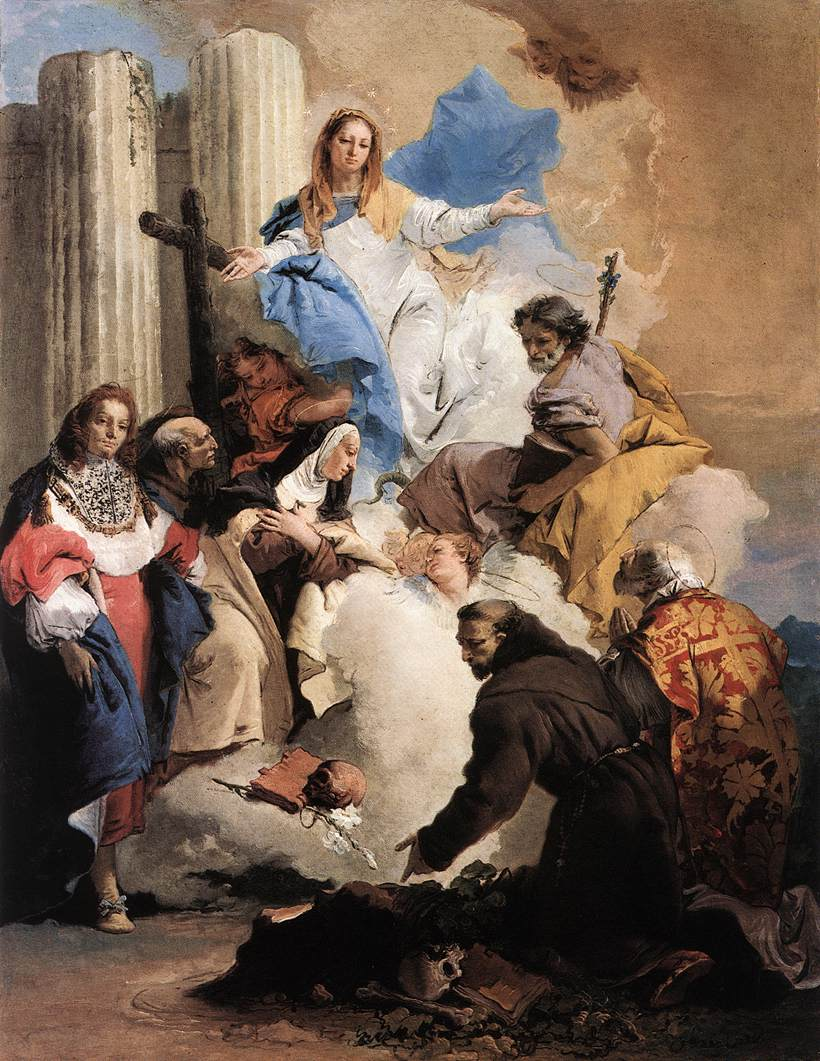
Gianbattista Tiepolo: Szűzanya hat szenttel
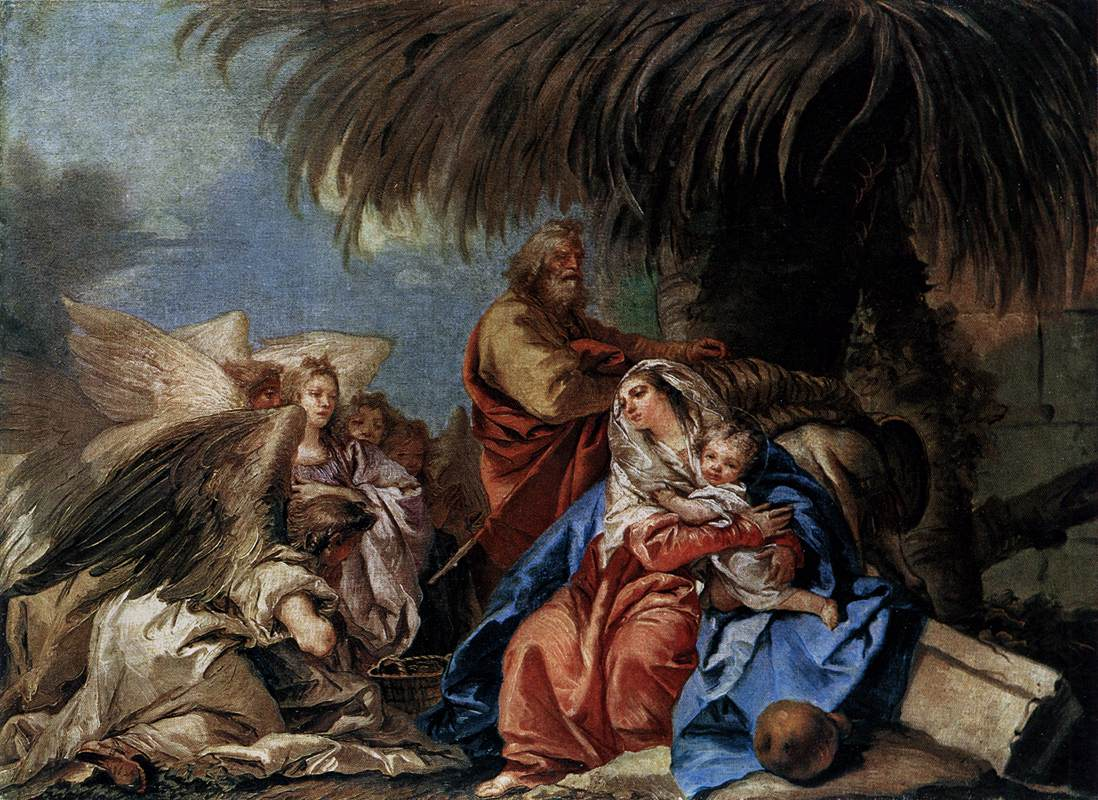
Giandomenico Tiepolo: Pihenő szent család

## A helyszíni szemle
A helyszíni szemlét a kedvezőtlen látási viszonyok miatt reggel hatkor kezdték meg. A szemle megállapította, hogy az 1. kiállítóterem Állatkerti körútra néző ablakán keresztül jutottak be az elkövetők, ahová az építési állványon másztak fel. Az ablak előtti díszerkélyen három üres képkeretet, egy 50 × 60 cm nagyságú fémlemezt 72-es számozással, egy műanyag zsákot, egy Olaszországban gyártott, műanyag nyelű csavarhúzót, egy borotvapengét, valamint piros-fehér-zöld vagy zöld-fehér-piros vezetőszálú kötéldarabokat találtak. Az ablakon, az üvegcserepeken és a képkereteken sikerült ujjlenyomatokat találni. A teremben, az erkélyen és az állvány alján lábnyomokat rögzítettek. A nyomozókutya a Gundel étterem parkolójáig tudta követni a nyomokat.

## A nyomozás
A közvélemény november 6-án este, a Magyar Televízió A Hét című műsorából értesült a bűncselekményről. A lakosságtól több bejelentés is érkezett, de egyik sem vezetett a képek nyomára. A múzeumtól egy zsaroló levelében hatmillió forintot követelt a képekért cserébe. De ennek az esetnek a felderítése sem a valódi betörőkhöz vezetett.
November 10-én a százhalombattai hőerőmű zsilipénél partra került egy gyanús tartalmú zsák. Megállapították, hogy zsákból előkerült lécdarabok egy vakkeret részei, egy négyszögletes acéllemez pedig az Esterházy Madonna hátlapja lehetett. Ezenkívül egy üvegvágót találtak. A zsákról kiderítették, hogy Olaszországban készült, állati takarmány csomagolására. A nyomozás a környékbeli állattartók, a közeli halgazdaságban dolgozó külföldiek, a Dunán közlekedő hajók és a bűncselekmény idején Magyarországon tartózkodó kamionok ellenőrzésével folytatódott.

### Az olasz kapcsolat
A múzeum erkélyén talált olasz csavarhúzó és a zöld-fehér-piros vezetőszálú kötél szükségessé tette az ügy esetleges olasz vonatkozásának kutatását is. Ezt november 11-én kezdték meg. Összegyűjtötték annak a több ezer olasznak az adatait, akik november 1 és 10. között Magyarországon voltak. Ezt az akkor élő vízumkötelezettség és a határátlépések központi regisztrálása tette lehetővé. November 23-ra ötvenre sikerült csökkenteni a gyanús olasz személyek számát
A nyomozás megállapította azt is, hogy november 6-án délelőtt Letenyénél három (Giacomo Morini, Giordano Incerti, Camine Palmese), Hegyeshalomnál két (Carlo Paganelli, Renato Marangoni) olasz állampolgár hagyta el az országot egy Fiat gépkocsival, illetve vasúton.
Paganelli és Marangoni október 14-én érkeztek Budapestre. A Németvölgyi úton, majd az Elnök utcában, végül a Labanc utcában béreltek lakást. Morini október 30-án, Incerti és Palmese november 4-én léptek be az országba. Kiderült az is, hogy a két társaság tagjai ismerhetik egymást, hiszen Morini együtt lakott a Labanc utcában Paganelliékkel.
November 30-án az Interpol római irodája tájékoztatta a magyar rendőrséget, hogy a nápolyi camorra két tagja, Ivano Scianti és Graziano Iori a betörés időpontjában Magyarországon tartózkodott. A beutazólapok és az olaszok magyarországi lakhelyein felkutatott tanúk vallomásai alapján kiderült, hogy Ivano Scianti azonos Carlo Paganellivel. A vélhetően elváltoztatott külsejű Iorit nem sikerült beazonosítani.
December 2-án az Interpol közölte, hogy a tetthelyen talált ujjlenyomatok megegyeznek Giordano Incerti büntetett előéletű olasz állampolgár ujjnyomaival.
Ugyancsak a magyarországi olasz-csoporthoz futott be egy eltűnés bejelentése: Jónás Katalin kiskorú, olaszul beszélő, olasz ismerősökkel rendelkező személy – a szocialista országokba érvényes útlevelével együtt – november 9-én eltűnt.

### A vallomás
Jónást december 5-én találták meg a Biharkeresztesi határátkelőn, amikor Bukarestből vonattal Budapestre utazott. Kihallgatása során elmondta, hogy Romániába olasz udvarlója, Renato Marangoni után utazott, aki ígéretet tett arra, hogy onnan hamis útlevéllel továbbszökteti és feleségül veszi. A nő Bukarestben tudta meg, hogy az olaszok voltak a képlopás végrehajtói, valamint azt, hogy a képek megrendelője egy görög személy. Jónás Graziano Iorit azonosította Marangonival.
Jónásnál hazautazásakor egy noteszt találtak. Az ebben szereplő nevekkel el tudott számolni, kivéve egy JJG monogrammal. Vallomásában itt ellentmondásba keveredett. A betűk mellé írt telefonszám alapján kiderült, hogy a JJ Juditot és az élettársát Raffai Józsefet jelenti. Ezt követően Jónás bevallotta, hogy a G Raffai féltestvérére, Kovács Gusztávra utal. A noteszben talált Mario mondta, hogy a csomag tubákra, amit ott felejtett nagyon figyeljetek, hogy ne legyen párás helyen, mert ha nem olyan helyre rakjátok, ami száraz, akkor elromlik és el lehet dobni. bejegyzés kapcsán Jónás elmondta, hogy vőlegénye üzeneteit kellett tolmácsolnia Raffaiéknak és egy alkalommal ezt kellett fordítania.
Raffait és Kovácsot december 15-én vették őrizetbe. Kovács mindent tagadott és 33 napon keresztül kitartott vallomása mellett. Raffai négyórányi kihallgatás után beismerő vallomást tett. Ezt követően Törökbálinton megmutatta azt a helyet, ahová a biztosítékként náluk maradt Ifjú képmását november 6-án testvérével nejlonzacskóba csomagolva elásták.
Raffai az olaszokkal október közepén ismerkedett meg, akikkel az éjszakai szórakozóhelyekre járt. Később csatlakozott hozzájuk Kovács és Jónás is. November elején hozták szóba az olaszok a képlopás lehetőségét. A magyaroknak 10 000 amerikai dollárt ígértek a közreműködésért. November 2-án éjszaka a múzeumhoz mentek megfigyelni a múzeumi éjjeliőrök tevékenységét. Az olaszok és a két magyar férfi november 5-én este hatkor találkozott a Labanc utcában, ahová váratlanul megérkezett Jónás is, akit Raffai vitt el szórakozni.
Kovács Gusztáv 1984. január 17-én tett beismerő vallomást.
Scianti, Iori, Incerti, Palmese és Kovács 21 órakor indultak el a múzeumhoz. A környék forgalma még túl nagy volt, így csak 22:30-kor kezdték meg a betörést. Az építési állványokon már csak Incerti, Iori és Kovács mászott fel. Az erkélyen ismét várakozniuk kellett az utcán közlekedők miatt. Körülbelül 20 perc után Incerti az ablaküvegből kivágott egy darabot. Ekkor megsértette a kezét, ezért levette a kesztyűjét, majd ellenőrizte a riasztó működésképtelenségét. A termekben Incerti szedte le a kiválasztott képeket, amiket Kovács hordott ki az erkélyre Iorinak. Az erkélyen kiszerelték a képeket a díszkeretekből, majd az állványon át távoztak.
A képekről vakkeretet a Labanc utcában szerelték le, majd elcsomagolták őket. A kereteket és az üvegvágót zsákba csomagolták és a Dunába dobták. Három olasz, gépkocsival azonnal útnak indult Letenye felé.

### Görögország

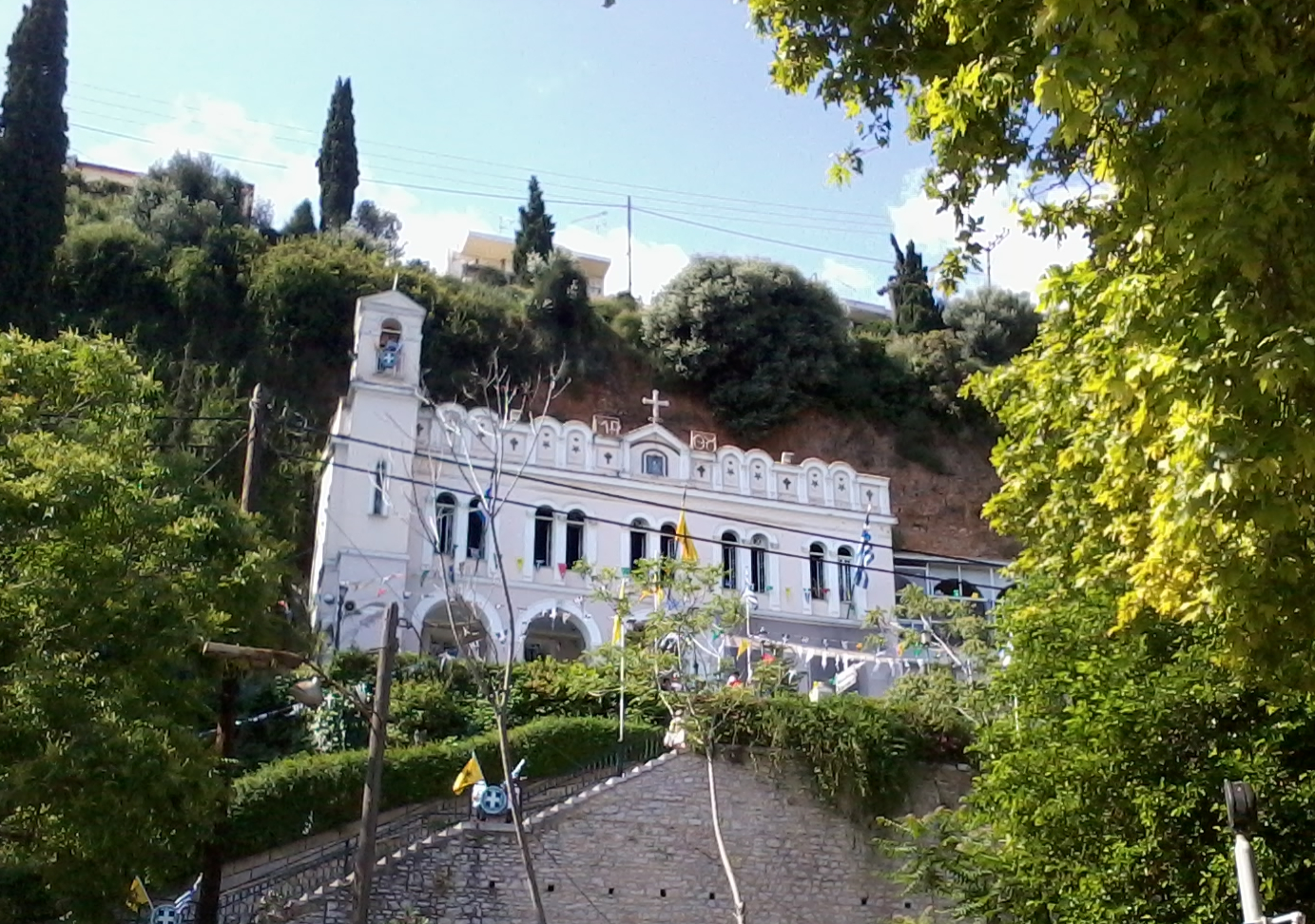
A hat kép megtalálásának helyszíne a Panagia Trypiti kolostor

November 7-én Morini Görögországban átadta megbízójának a képeket. 1984. január 5-én Olaszországban letartóztatták Giacomo Morinit, aki beismerő vallomást tett. Január 12-én eskü alatt kihallgatták Eftimiosz Moszkahlaidesz görög milliomost, a feltételezett orgazdát, aki ellen vádat emeltek. A férfi a konkurenciája lejárató tevékenységével magyarázta az ügybe keveredését.
1984. január 14-én sajtótájékoztatót tartottak. A magyar közvélemény ekkor értesülhetett először az egyik kép megtalálásáról.
Január 18-án egy közúti ellenőrzés során elkapták Giordano Incertit. Január 20-án Carmine Palmesét. Ugyancsak ezen a napon, az aigoni csendőrőrsre hajnali négy órakor telefonon érkezett bejelentés szerint a képek a Panagia Trypiti kolostorban találhatóak. A csendőrök a kolostor kertjében, egy zöld bőröndben megtalálták valamennyi festményt. A műkincsek január 25-én kerültek vissza Magyarországra. Február 28-án letartóztatták Ivano Sciantit, március elsején Graziano Iorit.

## Az ítélet
1984. március 16-án a Fővárosi Főügyészség vádiratot bocsátott ki a betörés magyar elkövetői ellen. Április 16-án megkezdődött a magyarországi per. Kovács Gusztávot 12 év fegyházra, Raffai Józsefet hét év börtönre, Jónás Katalint 6 hónap felfüggesztettre ítélték. Olaszországban Morinit és Sciantit 4 év és 6 hónap, míg a banda másik három tagját 4 év és 9 hónapos elzárásra ítélték. Görögországban a megrendelőként gyanúsított személyt bizonyítékok hiányában nem büntették meg.

## A restaurálás

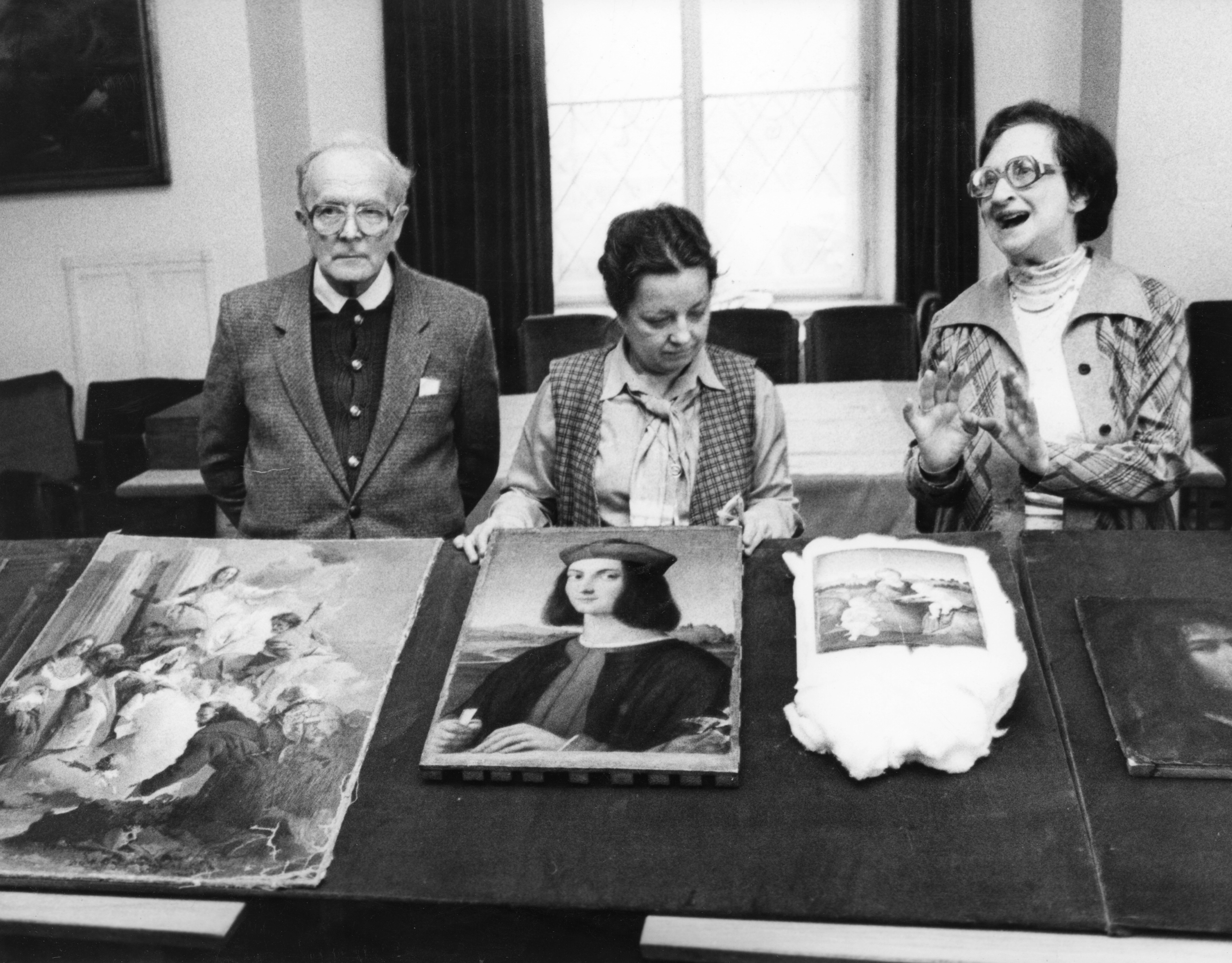
A visszakerült képek bemutatása a Szépművészeti Múzeumban (1984). Jobboldalt Garas Klára főigazgató

A képek a szétszerelésük, szállításuk és tárolásuk során sérültek meg.
A legnagyobb kárt az Esterházy Madonna szenvedte el. A festmény fatáblája a rázkódás és az ütés hatására függőlegesen megrepedt. A tábla már a betörés előtt is görbült volt, de azt követően további 1 centimétert vetemedett. 1984 áprilisában egy nemzetközi konzílium tett javaslatot a helyreállítás megoldására. A kép restaurálását Móré Miklós végezte el. A repedést nyúlenyvvel ragasztották össze és egy ehhez a képhez készített préssel szorították össze a felületeket.
A díszkeretet szintén komoly sérülések érték. Mivel az eredeti keret szintén jelentőséggel bírt a múzeumi gyűjteményben, ezért cseréje helyett, annak felújítását választották. Ezt a feladatot Szentgály Erzsébet végezte el Nemcsics Imre segítségével.

## További következmények
Garas Klára, a Szépművészeti Múzeum főigazgatója 1984-ben lemondott húsz éve viselt tisztségéről, és nyugdíjazását kérte. Saját nyilatkozata szerint erkölcsileg felelősnek érezte magát az 1983-ban történtekért.

## A történet feldolgozása
- Zombori Attila Képes könyv címmel 1984-ben könyvet írt a képlopás történetéről (1984).
- Szurdi Miklós és Szurdi András 1985-ben Képvadászok címmel játékfilmet készített.[8][9]
- A Markos–Nádas-duó 1985-ben Notre-Dame-i teremőrök címmel kabaréjelenetet írt a lopásról.[10]
- Nagy Bandó András humorista egyik ismert előadásában, ahol E.T.-vel, a földönkívülivel beszélget, szintén megemlíti az esetet. E.T.-t a humorista maradásra akarja bírja Magyarországon, de a kis földönkívüli folyton kifogással él, hogy nem tudna elhelyezkedni, mert többek közt folyton elalszik. „Elalszol? Majd őr leszel a Szépművészetiben!” – hangzik Nagy Bandó válasza.
- A Budapest-művelet (Operazione Budapest) olasz dokumentumfilm (2019)[11]